# Canon EOS R5 Mark II
Canon EOS R5 Mark II — полнокадровая цифровая беззеркальная камера со сменными объективами, анонсированная 17 июля 2024 года. Является преемником модели Canon EOS R5.

## Характеристики
- 45-мегапиксельный полнокадровый стекированный CMOS-сенсор[1]
- Запись видео в формате 8K со скоростью до 60 кадров в секунду
- Диапазон ISO от 100 до 51 200; с возможностью расширения до 102 400
- Высокоскоростная непрерывная съемка со скоростью до 12 кадров в секунду с механическим затвором и электронной 1-й шторкой и до 30 кадров в секунду с электронным затвором
- 5-осевая внутрикамерная стабилизация изображения, обеспечивающая до 8 стопов коррекции дрожания
- Cлоты для карт памяти 1xCFexpress Type B и 1xSD UHS-II
- Электронный видоискатель OLED с диагональю 0,5 дюйма и разрешением 5,67 миллиона точек с частотой обновления 120 кадров в секунду и сенсорный ЖК-дисплей
- Dual Pixel CMOS AF II
- Встроенный Wi-Fi и подключение по Bluetooth
- Процессор DIGIC X и дополнительный процессор DIGIC Accelerator

## Отличия от Canon EOS R5
- Стекированный сенсор обеспечивает более быструю скорость считывания информации, чтобы минимизировать возникновение эффекта временного параллакса[2]
- Наличие автофокусировки с управлением движением глаза
- Улучшенные характеристики серийной съемки
- Наличие электронного «горячего башмака» с поддержкой подключения новых аксессуаров
- Возможность неограниченной по времени видеозаписи в формате raw с разрешением до 8K и скоростью до 60 кадров в секунду